# Arnaud Pallière
Arnaud Julien Pallière, referido muchas veces de manera errónea como Armand Julien Pallière (Burdeos, 1784 - Burdeos, 27 de noviembre de 1862) fue un pintor, dibujante, grabador, urbanista y profesor francés que se radicó en Brasil en 1817 habiendo llegado en el mismo navío en que viajaba la archiduquesa de Austria Maria Leopoldina, futura emperatriz de Brasil.